# Фарзар
«Фарзар» (англ. Farzar) — американський анімаційний серіал для дорослих потокового сервісу Netflix. Автори ідеї — Роджер Блек та Вако О'Ґвін, які раніше працювали над серіалами «Бріклбері» та «Поліція Парадайз». Прем'єра відбулася 15 липня 2022 року.

## Сюжет
Принц Файкл мешкає в людській колонії на далекій планеті. Він присягнув звільнити планету від усього зла, але згодом виявляється, що головний лиходій — його власний батько.

## Актори та персонажі
| Актор           | Роль           |
| --------------- | -------------- |
| Ґрей Ґріффін    | королева Флемі |
| Ленс Реддік     | Рензо          |
| Карі Волґрен    | Мал            |
| Карлос Алазракі | Зобо           |
| Дана Снайдер    | Базарак        |
| Девід Кей       | Баррі Барріс   |
| Brian Hanby     |                |
| Luke McQuillan  |                |
| Джеррі Майнор   |                |
| Роджер Блек     |                |
| Вако О'Ґвін     |                |

## Список епізодів
| № | #  | Назва                                                          | Режисер                  | Сценарист     | Перший ефір у США |
| --- | -- | -------------------------------------------------------------- | ------------------------ | ------------- | ----------------- |
| 1 | 1  | «Ласкаво просимо на Фарзар» «Welcome to Farzar»                | Браян Майнолфі           | Джош ҐрінбАрґ | 15 липня 2022     |
| Порушивши наказ, Файкл веде свій новий загін змовників на завдання — вбити Безарака. А також дізнається дещо неприємне про свого батька.                          |    |                                                                |                          |               |                   |
| 2 | 2  | «Революція роботів» «Robot Revolution»                         | Бет Воллман              | Джош ҐрінбАрґ | 15 липня 2022     |
| Скуті виганяють до кварталу роботів, де він починає повстання проти людей. Безарак планує напасти на Купол, але хоче зробити це стильно.                          |    |                                                                |                          |               |                   |
| 3 | 3  | «Фонд порятунку душогубів» «Save the Reaper Demons»            | Ешлі Дж. Лонг            | Джош ҐрінбАрґ | 15 липня 2022     |
| Рензо із загоном потрапляють у пастку в прихистку Файкла для душогубів. Безарак намагається повернути свої водійські права, щоб похизуватися класною тачкою.      |    |                                                                |                          |               |                   |
| 4 | 4  | «День Трахотина» «St. Pudchuggers Day»                         | Браян Майнолфі           | Джош ҐрінбАрґ | 15 липня 2022     |
| Рензо намагається уникнути щорічного секс-марафону з Флемі. Файкл залицяється до Вал, а Біллі сподівається знайти докази того, що Зобо — передвісник хаосу.       |    |                                                                |                          |               |                   |
| 5 | 5  | «Пригоди Дедді О-Торбенса» «The Adventures of Daddy O'Baggins» | Бет Воллман              | Джош ҐрінбАрґ | 15 липня 2022     |
| Рензо зустрічає інопланетну порнозірку. Цар Файкл дозволяє прибульцям перебувати в місті. Дозвіл поширюється й на Безарака, якому дуже до вподоби людська розкіш. |    |                                                                |                          |               |                   |
| 6 | 6  | «Гаряча сімейна зустріч» «Flammily Reunion»                    | Джої Адамс               | Джош ҐрінбАрґ | 15 липня 2022     |
| Родичі Флемі відвідують коронацію Файкла. Безарак намагається вмовити тих, хто полишив справи, передати йому сайт. Баррі реєструється в застосунку для знайомств. |    |                                                                |                          |               |                   |
| 7 | 7  | «Безарак, гривка та Мегамозок» «Baz, Bangs, and Brains»        | Браян Майнолфі           | Джош ҐрінбАрґ | 15 липня 2022     |
| Герой війни кидає виклик Безараку на виборах прибульців. Невпевнений Рензо доручає Баррі вигадати спосіб виявляти неприємні думки про нього.                      |    |                                                                |                          |               |                   |
| 8 | 8  | «Усемогутній Ознер» «The Great and Powerful Ozner»             | Бет Воллман              | Джош ҐрінбАрґ | 15 липня 2022     |
| Рензо видає указ про те, що їхній бог Ознер заборонив секс. Скуті підсаджує Зобо на сопотушку. Безарак боїться гніву Гарольда, серійного вбивці.                  |    |                                                                |                          |               |                   |
| 9 | 9  | «Битва спогадів» «Memory Wars»                                 | Ешлі Дж. Лонг Піт Мічелс | Джош ҐрінбАрґ | 15 липня 2022     |
| Файкл дізнається дещо приголомшливе про своє дитинство. Флемі та Безарак починають інтрижку. Скуті хоче, щоб Баррі зібрав його людські частини.                   |    |                                                                |                          |               |                   |
| 10 | 10 | «Війна і мир» «War and Peace»                                  | Браян Майнолфі           | Джош ҐрінбАрґ | 15 липня 2022     |
| Безарак об’єднує інопланетні клани для нападу на людей. Вал досягає точки кипіння. Баррі намагається вилікувати залежність Зобо від хаосу.                        |    |                                                                |                          |               |                   |